# Theodora Paschalidou
Theodora (Dora) Paschalidou (griechisch Θεοδώρα (Δώρα) Πασχαλίδου, * 12. März 1997 in Griechenland) ist eine griechische Judoka, die ihr Land bei den Paralympischen Sommerspielen 2020 und 2024 repräsentierte. Sie ist die erste griechische Sportlerin, die in Para-Judo eine olympische Medaille gewann.

## Leben
Paschalidou studiert Jura (Stand 2022). In ihrer Freizeit singt sie und spielt das Musikinstrument Kanun. Sie ist blind.

## Karriere
Mit Judo begann Paschalidou im Jahr 2005. Ihr gefiel es zu kämpfen, ohne jemanden dabei zu verletzen. Als ihr Lehrer, der paralympische Judoka Theoklitos Papachristos, Judotrainer werden wollte, entschied sie sich spontan, mit Judo zu beginnen.
Theodora Paschalidou gewann 2016 bei den Visual Impaired German Open in Heidelberg in der Kategorie unter 63 kg eine Silbermedaille.
2017 wurde sie Dritte auf dem internationalen Judoturnier der IBSA in Vilnius.
Bei den Paralympischen Sommerspielen 2020, die wegen der COVID-19-Pandemie erst 2021 stattfanden, erlangte Paschalidou den 7. Platz der Athletinnen mit sehr stark eingeschränktem Sehvermögen (B1) in der Kategorie bis 70 kg. Sie verlor sowohl gegen die Japanerin Kazusa Ogawa durch Ippon als auch gegen die Mexikanerin Alvarez.
2022 gewann sie beim internationalen Judoturnier der Blinden im ägyptischen Alexandria (Egyptian Pyramids International Championships) die Silbermedaille in der Kategorie über 70 kg. Im Herbst desselben Jahres nahm Paschalidou an den Para-Judoweltmeisterschaften in Baku in der Kategorie J1 bei den Frauen unter 70 kg teil und erreichte den fünften Platz. Ebenfalls 2022 kam sie bei der Europäischen Judomeisterschaft für Blinde im Pala Pirastu Sports Palace in Cagliari in der Kategorie J1 bis 70 kg auf den dritten Platz. 2023 wurde sie Erste bei den IBSA-Europameisterschaften in derselben Kategorie.
Paschalidou qualifizierte sich für die Sommer-Paralympics 2024 in Paris, wo sie im Kampf um die Bronzemedaille die Mongolin Turuunaa Lkhaijav besiegte und somit die erste Judoka wurde, die für Griechenland eine olympische Medaille im Para-Judo gewann. Bei der Eröffnungsfeier der Spiele war sie Fahnenträgerin Griechenlands.